# Dornier Do 24
Die Dornier Do 24 war ein dreimotoriges, hochseefähiges Fernaufklärungsflugboot, das 1937 zum ersten Mal flog. Ursprünglich für die Niederlande gebaut, wurde es bis in die 1970er-Jahre vor allem zur Seenotrettung eingesetzt.

## Die Entwicklung und Erprobung

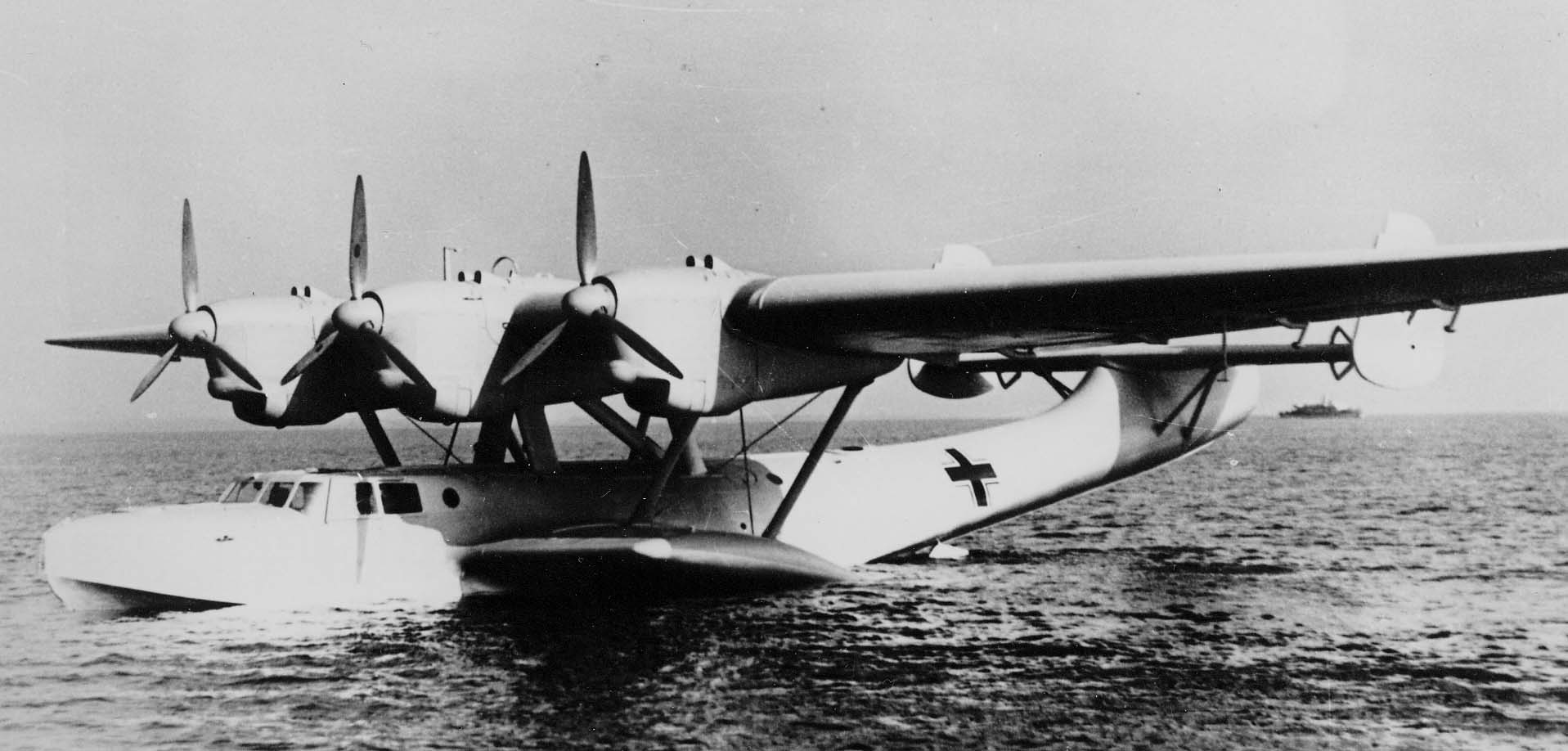
Die Do 24 V1 mit Jumo-205-Motoren

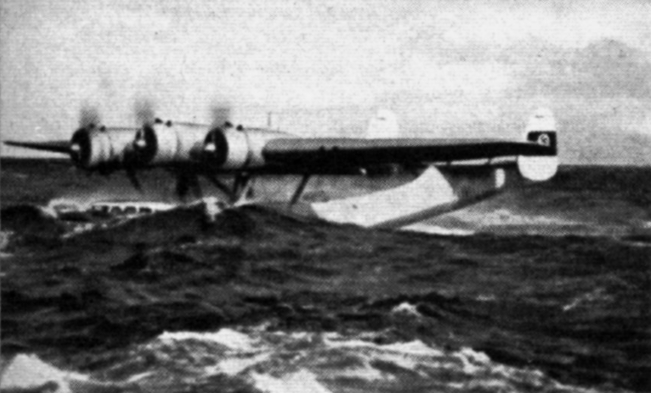
Erprobung einer Do 24 auf dem Bodensee

Sowohl die Do 24 als auch die dazu im Wettbewerb stehende Blohm & Voss BV 138 gehen auf die Forderung des Reichsluftfahrtministeriums (RLM) nach einem hochseefähigen Fernaufklärungsflugboot aus dem August 1934 zurück. Erst 1936/37 war jedoch anhand von Baubeschreibungen und durch Besichtigung der fertigen Attrappen eine erste Beurteilung möglich. Für beide Entwürfe waren Motoren vom Typ Jumo 205 vorgeschrieben, die sich im Südatlantikdienst der Deutschen Lufthansa als besonders sparsam im Verbrauch erwiesen hatten. Beide Firmen erhielten den Auftrag zum Bau von je zwei Prototypen, von denen die jeweilige V1 im Juli 1936 (Blohm & Voss BV 138, RLM Bezeichnung: Ha 138) bzw. im Dezember 1937 (Do 24) flugklar sein sollte.
Dass das Dornier-Flugzeug so viel später fertig sein würde, hatte zwei Gründe. Einmal war bereits zu dieser Zeit zu erkennen, dass das RLM und die Erprobungsstelle auf dem Priwall in Travemünde mehr zum Blohm&Voss-Entwurf neigten. Gleichzeitig zeigte sich der niederländische Marine Luchtvaartdienst (MLD) – nach einem Entwurfswettbewerb zwischen Dornier, Fokker und Sikorsky – sehr an dem Entwurf Do 24 interessiert, um seine aus den 1920er Jahren stammenden Dornier Do J („Wal“) in Ostindien durch neueres Gerät zu ersetzen. Das RLM stimmte nun zu, dass Dornier die Arbeiten an den Flugzeugen V1 und V2 zurückstellte und dem zu erwartenden Auftrag von nicht weniger als 30 Do 24 Vorrang gab. Für diese Flugzeuge waren jedoch US-amerikanische Curtiss-Wright-Sternmotoren vorgesehen, wie sie auch in anderen Flugzeugen des MLD verwendet wurden. Die konstruktiven Änderungen an der für die Niederländer vorgesehenen Ausführung, die mit K-1 bezeichnet wurde, waren bald durchgeführt, so dass als erste Do 24 die V3 mit dem Kennzeichen D-ADLP am 5. Juli 1937 mit Flugkapitän Gundermann ihren Erstflug in Manzell durchführen konnte.
Danach folgte eine eingehende Erprobung, die mit der Stückprüfung am 3. September 1937 vorerst beendet wurde; die Hochsee-Erprobung in der Nordsee erfolgte vom 5. bis zum 11. September. Dort nahmen auch Angehörige des MLD teil. Obwohl die Erprobung erfolgreich abgeschlossen wurde, ergaben sich noch einige Änderungen, welche die Fortsetzung der Erprobung in Manzell erforderten. Vom 13. bis zum 15. Oktober wurde das Flugzeug dann offiziell vom Kunden abgenommen und zehn Tage später von Gundermann nach Hamburg zur Verschiffung nach Ostindien geflogen, wo es als X-1 in Dienst gestellt wurde.
Da man sich bei der Erprobungsstelle Travemünde und dann auch beim RLM bereits im September 1937 für die BV 138 entschieden hatte, war das Interesse an den beiden Flugbooten Do 24 V1 und V2 nicht mehr groß. So flog die V1 als D-AIBE, später TJ+HR, erstmals am 10. Januar 1938, die V2 mit Stammkennzeichen DP+BH sogar erst Anfang April 1940. Beide Flugboote wurden mit Besatzungen der E-Stelle Travemünde bei der Besetzung Norwegens zu Transportflügen nach Narvik eingesetzt. Später wurden sie nur noch für Versuche verwendet.

## Die Fertigung

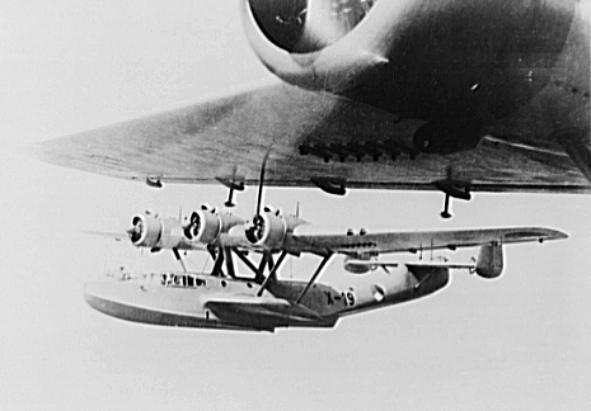
Eine Do 24K-1 1941 in Niederländisch-Indien

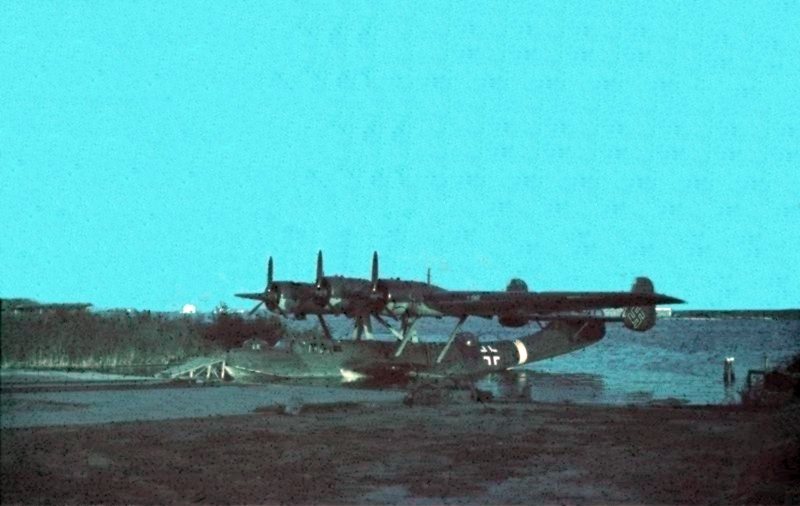
Do 24N-1 der Luftwaffe 1941 in Rumänien

Die ersten 28 in Serie produzierten Flugzeuge der Ausführung K-1 mit US-amerikanischen Wright-„Cyclone“-GR-1820-F52-Motoren (645 kW/875 PS), die in Teilen in Altenrhein (Schweiz) und in Manzell bei Friedrichshafen gebaut und durchwegs in Manzell eingeflogen wurden, konnten nun in schneller Folge abgeliefert werden. Sie bekamen die Kennzeichen X-2 bis X-29 und wurden alle mit dem Überführungskennzeichen D-AYWI überführt, zum Teil über Hamburg, später aber direkt nach Dordrecht, wo die lizenznehmende Firma Aviolanda ihren Sitz hatte. Die letzte Ablieferung fand am 24. September 1939 statt, also erst vier Wochen nach dem Beginn des Zweiten Weltkriegs.
Ein Flugzeug war jedoch noch nicht fertiggestellt. Es war die Mustermaschine für die Ausführung K-2, die nun mit 810 kW (1.100 PS) starken Wright „Cyclone“ GR-1820-G105A Triebwerken ausgestattet war. Diese Maschine hatte auch schon einen größeren Kraftstoffvorrat, einen größeren Ölkühler und den späteren Heckturm (Alkan 850 Drehkranz), der bei der T-Version Standard wurde. Sie konnte erst am 22. November 1939 zum Erstflug starten und wurde, wieder als D-AYWI, am 21. Dezember abgeliefert. Weil inzwischen die eigene Lizenzfertigung der Do-24K-1-Flugboote bei Aviolanda angelaufen war, erhielt diese letzte am Bodensee gebaute Maschine die Bezeichnung X-37. Diese Maschine ist über die Niederlande nach Ostindien ausgeliefert worden und hat dort bis Ende Februar 1942 Dienst getan.
Als die deutsche Wehrmacht in den Niederlanden einmarschierte, waren bereits sieben Lizenzflugzeuge nach Ostindien verschifft; das achte sowie weitere im Bau befindliche Flugzeuge der Do 24K-2 Version fielen in deutsche Hand. Sie erhielten nun bei 001 beginnende RLM-Werknummern und die Bezeichnung Do 24N-1, solange für sie noch Wright-„Cyclone“-Motoren vorhanden waren. Das betraf 13 Flugzeuge, von denen das erste bereits am 19. Juli als D-AFBT (später D-AEAV) nach Travemünde überführt werden konnte. Dort stellte sich schnell heraus, wie hervorragend sich das Flugboot für den Seenoteinsatz eignete und dass es die bisher verwendeten Heinkel He 59 in jeder Beziehung weit übertraf. Gleichzeitig hatte sich die Blohm & Voss BV 138 mit ihren allseitig steilen Rumpfwänden als für diesen Zweck völlig ungeeignet erwiesen. Diese Maschinen erhielten als Modifikation zwei Rettungs-Ladeklappen auf der linken Rumpfseite zwischen die Flügelstreifen, und zwei MG 15 als Bewaffnung.
Die nach dem Aufbrauchen der Wright-Motoren gebauten Do 24 erhielten dann deutsche BMW-Bramo-323-R-2-Motoren mit 736 kW (1.000 PS) und die Bezeichnungen T-1 bis T-3, die sich nur in der Ausrüstung unterschieden. Die ersten T-1 wurden im August 1941 geliefert. Für den Seenoteinsatz bekamen die Flugboote anfangs nachträglich bei Weser-Flugzeugbau auf der linken Rumpfseite je zwei große Ladeklappen und eine Kärcher-Heizung für den Laderaum. Die Fertigung wurde auf vier, später sogar sechs Flugzeuge pro Monat erhöht, wobei neben der Schiffswerft De Schelde auch Fokker einbezogen wurde. Die niederländische Fertigung lief im September 1944 aus.
Wegen steigenden Bedarfs an Do 24 wurde ab Juli 1941 auch noch die französische SNCAN im nordwestlich von Paris an der Seine gelegenen Sartrouville zum Bau von ebenfalls sechs Flugzeugen pro Monat verpflichtet. Sie lieferte zwischen Oktober 1942 und Mai 1944 insgesamt 47 Flugzeuge für die Luftwaffe. Diese Firma baute noch nach der Befreiung Frankreichs weitere 40 Do 24 für die französische Aéronavale. Insgesamt wurden von allen beteiligten Firmen 313 Flugboote des Typs Do 24 gefertigt.
Bauzahlen der Do 24 1937 bis 1947:
| Version    | Dornier | Aviolanda | SNCAN | SUMME | Auslieferung                     |
| ---------- | ------- | --------- | ----- | ----- | -------------------------------- |
| Prototypen | 3       |           |       | 3     |                                  |
| K-1        | 28      |           |       | 28    | Januar 1938 bis September 1939   |
| K-2        | 1       | 7         |       | 8     | Dezember 1939 bis März 1940      |
| N          |         | 13        |       | 13    | Juli 1940 bis 1941               |
| T-1        |         | 11        |       | 11    | August 1941 bis Oktober 1941     |
| T-2        |         | 38        |       | 38    | November 1941 bis September 1942 |
| T-3        |         | 125       | 47    | 172   | Oktober 1942 bis September 1944  |
| Do-24      |         |           | 40    | 40    | 1945 bis 1947                    |
| SUMME      | 32      | 194       | 87    | 313   |                                  |

## Do 24 im Ausland

SAR Do 24 der Flugwerft Schleißheim mit spanischen Hoheitszeichen

Außer der deutschen Luftwaffe erhielt lediglich Spanien im Spätsommer und Herbst 1944 zwölf Do 24. Sie wurden in dem nun stark zusammengeschrumpften, noch von den Deutschen besetzten Gebiet Europas nicht mehr benötigt und konnten so an Spanien verkauft werden. Von Pollença auf Mallorca aus, wohin sie aus Deutschland überführt worden waren, flogen sie bis in die 1970er-Jahre im Mittelmeer und Atlantik Aufklärungs- und Seenotrettungeinsätze. Alle heute noch vorhandenen Flugzeuge des Musters stammen aus diesem Bestand.
Nach Schweden wurde kein Flugzeug geliefert. Lediglich eine Do 24 der Seenotgruppe 81, die von einem Bordmechaniker und dessen Freundin Ende Oktober 1944 vom Land- und Seefliegerhorst Nest in Pommern nach Schweden geflogen worden war, wurde von der schwedischen Regierung angekauft und bis 1951 eingesetzt. Eine zweite Do 24, die erst am 9. Mai 1945, von Windau kommend, in Schweden gelandet war, wurde mit der Besatzung und vielen der aus dem Baltikum kommenden Insassen im August der Sowjetunion übergeben.
Nach dem Krieg setzte auch Frankreich die Do 24 ein. Ihre Aufgaben waren hauptsächlich Seenotrettung und die Ortung von Seeminen. 1953 wurde die letzte Maschine ausgemustert.
Anfang März 1945 versuchte die Luftwaffe, tausende deutsche Kinder, die wegen des Bombenkrieges nach Treptow an der Rega im heutigen Polen evakuiert worden waren, vor den heranrückenden sowjetischen Truppen in Sicherheit zu bringen. Dazu wurden auch Dornier Do 24 eingesetzt, welche die Kinder vom damaligen Wasserflugplatz Kamp nach Westen brachten. Am 5. März 1945 stürzte eine Do 24 kurz nach dem Start in den Kamper See. Die Besatzung, die Betreuer und über 70 Kinder kamen ums Leben. Bis heute liegt das Wrack mit den Toten im See. Aufgrund einer Initiative polnischer Behörden und des Volksbundes sollen die sterblichen Überreste und ggf. auch das Wrack geborgen werden.

## Do 24 ATT

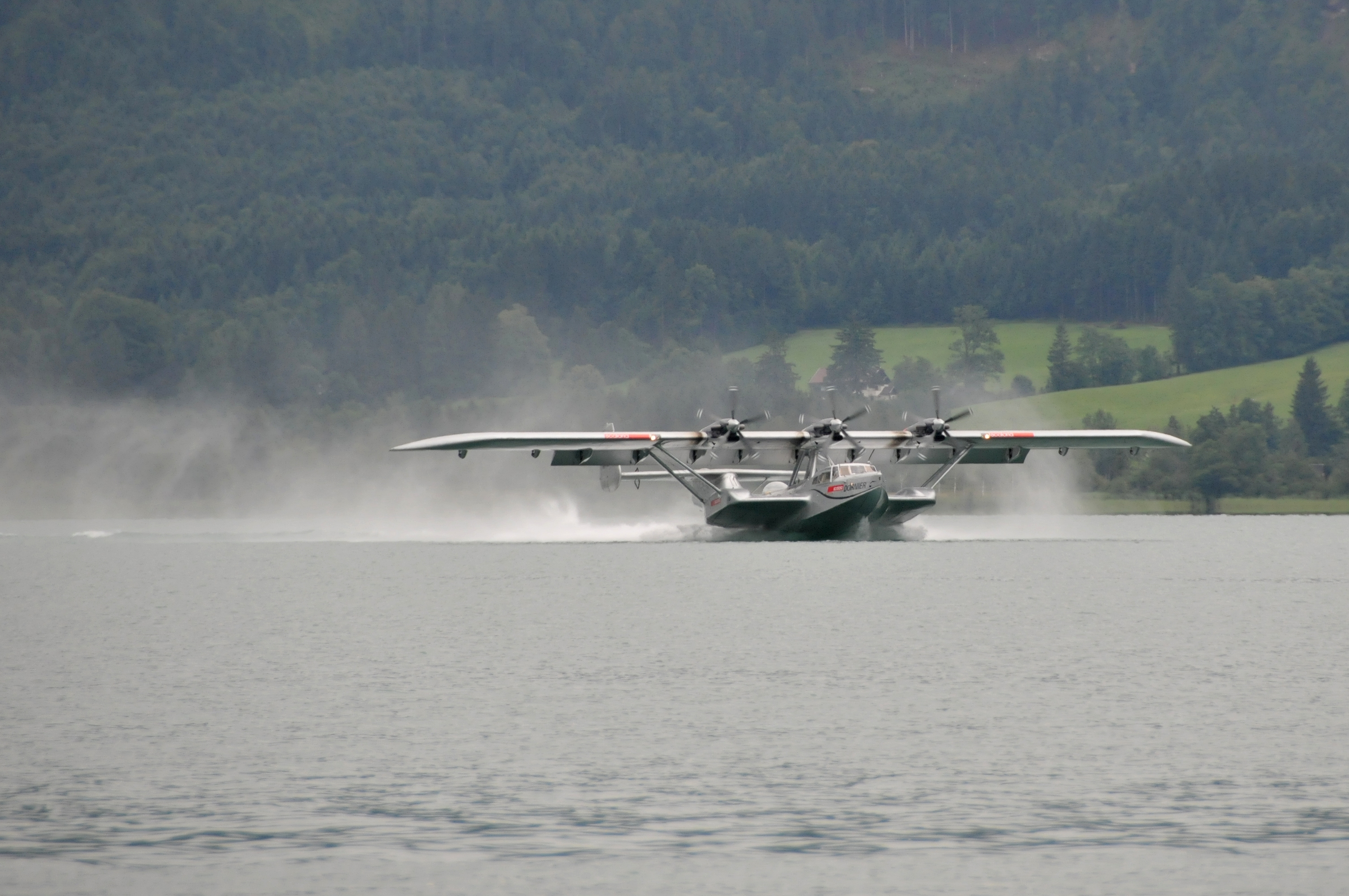
Dornier Do 24 ATT bei der Wasserung

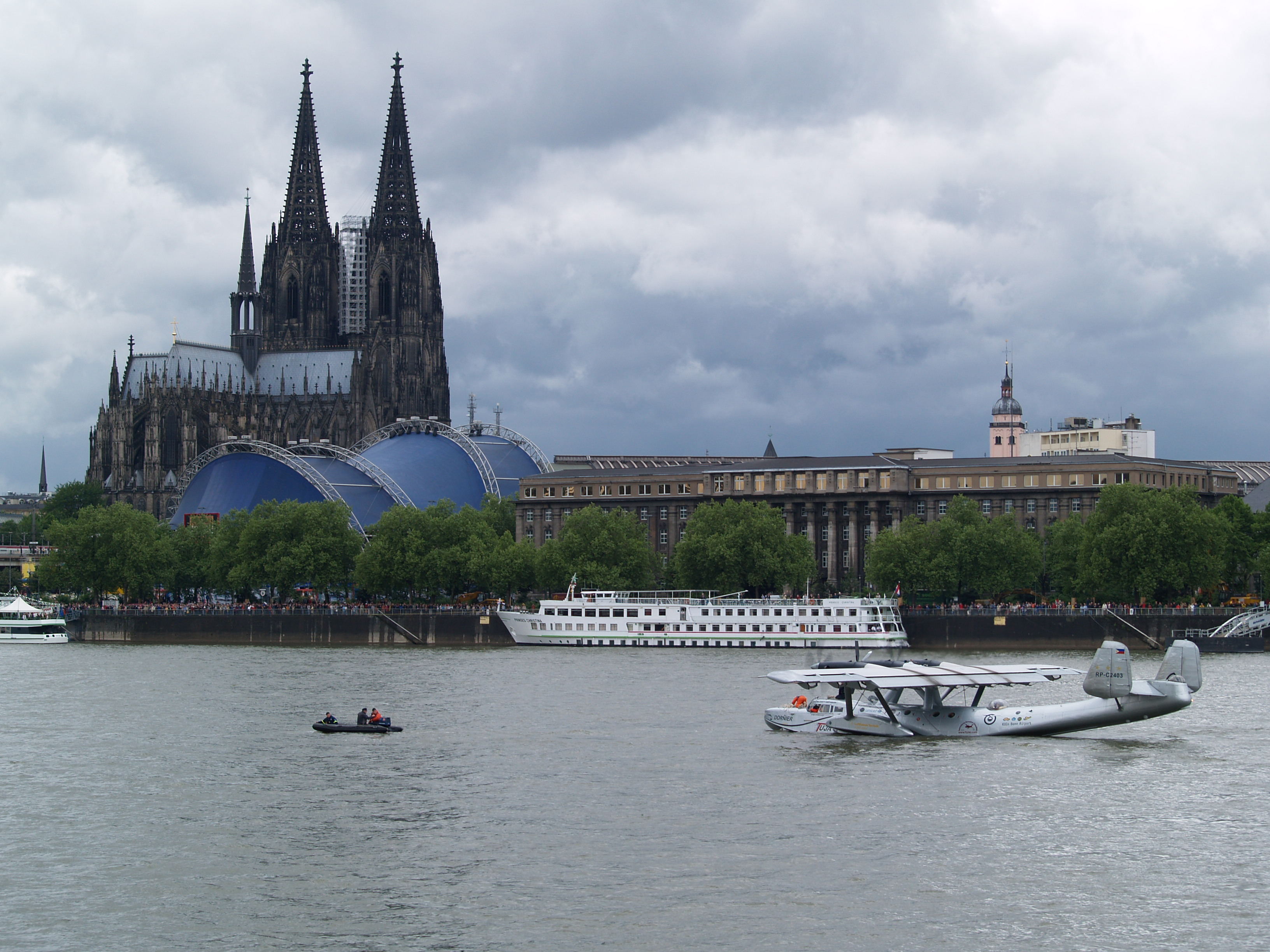
Dornier Do 24 ATT nach der Wasserung auf dem Rhein in Köln

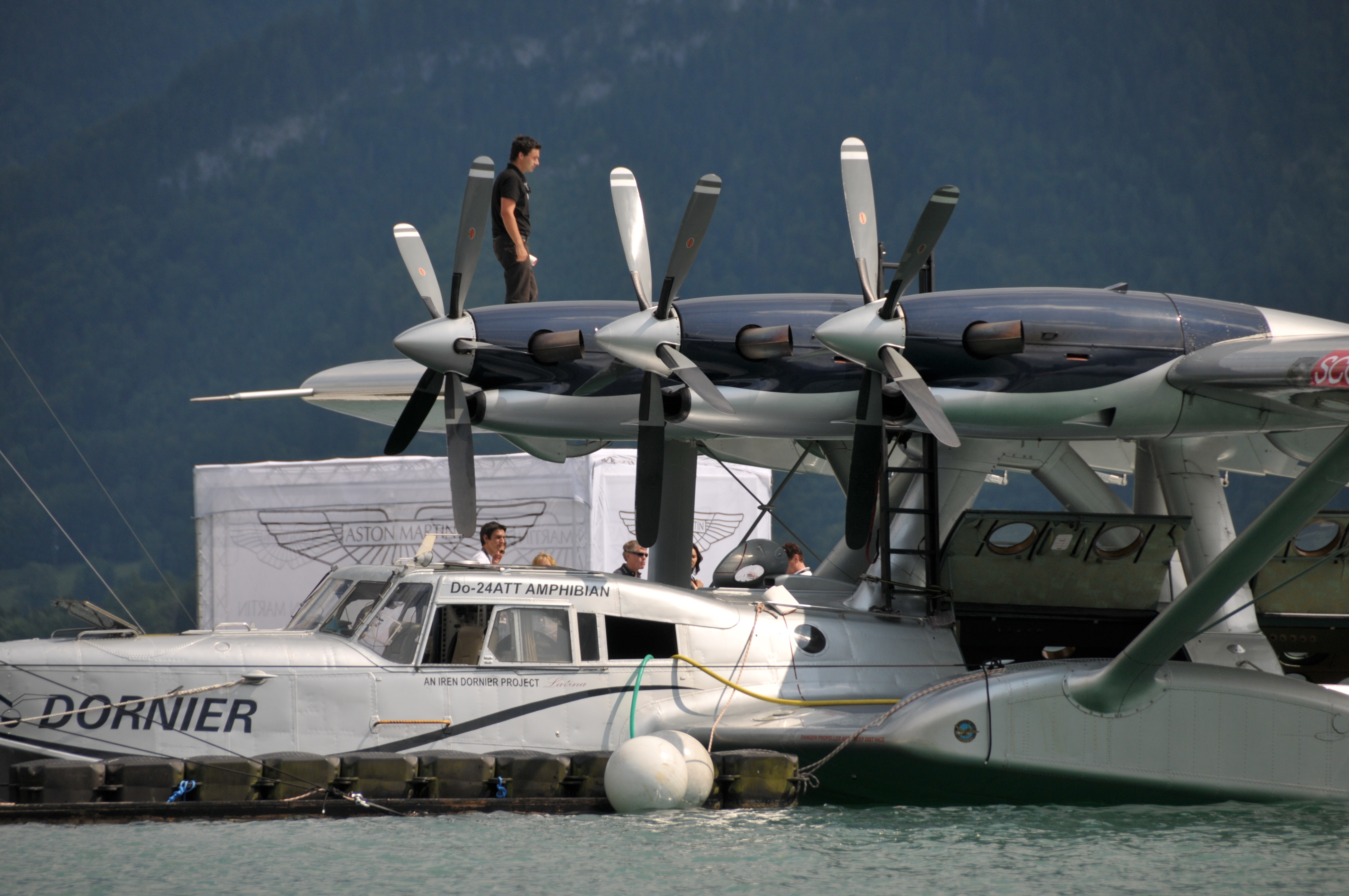
Dornier Do 24 ATT mit den neuen Pratt & Whitney-Motoren

1982 wurde eine Do 24 zur Do 24 ATT (Amphibischer Technologie Träger) umgebaut. Der Umbau umfasste neue Tragflächen, Turboprop-Triebwerke von Pratt & Whitney, ein modifiziertes Cockpit und ein einziehbares Landfahrgestell. Am 23. März 1983 wurde die Do 24TT (später ATT) fertiggestellt. Der Rumpf stammte von einer 1944 gebauten Maschine, die bis 1974 in Spanien im Einsatz war. Später stand sie im Dornier-Werk Immenstaad als Ausstellungsstück. Die Flügel waren „Tragflächen neuer Technologie“, über denen in neuen Gondeln drei Pratt & Whitney of Canada PT6A-45B-Turboprops mit je 1.125 PS untergebracht wurden, die Hartzell-Fünfblatt-Propeller antreiben. Der Rumpf erhielt zudem ein Fahrwerk unter Benutzung des Do-31-Hauptfahrwerkes. Das Bugfahrwerk stammte in leicht abgewandelter Form von einer Fokker F-27. Der Erstflug der D-CATD fand am 15. April 1983 statt.
Die Tragfläche neuer Technologie zeichnet sich durch die Schräge am Tragflächenende, die größere Randwirbel verhindert, sowie durch das Fertigungsverfahren der Tragflächen-Ober- und Unterschale aus. Ober- und Unterschale einschließlich der Stringer und Verrippungen sind von NC-Fräsmaschinen als eine ebene verrippte Platte aus dem Vollen gefräst. Die Wölbung erfolgte durch ein Biegeverfahren unter Anwendung eines präzise gesteuerten Kugelstrahlverfahrens, das zudem die Oberfläche verdichtete und die Dauerfestigkeit des Materials erhöhte. Dieses patentierte Verfahren hatte Dornier erstmals beim Flugzeugbaumuster Alpha Jet angewendet.
Zielsetzung dieses vom Bundesministerium für Forschung und Technologie geförderten Experimentalprogrammes war, die Hochseefähigkeit eines Amphibiums moderner Technik für Seenotrettung und Überwachung nachzuweisen. Dornier versprach sich einen Bedarf von etwa 150 Flugzeugen weltweit.
Das Luftfahrt-Bundesamt hatte wegen des Alters des Rumpfes nur eine Flugzeit von 150 Flugstunden genehmigt, sodass Dornier das Flugzeug danach stilllegen musste. Im Rahmen der Übernahme der Dornier-Werke durch Daimler-Benz änderten sich die Strategien im Unternehmen und das Programm wurde eingestellt.
Nach einer Zeit in der Flugwerft Schleißheim des Deutschen Museums erwarb Iren Dornier, ein Enkel von Claude Dornier und Sohn von Silvius Dornier, das Flugzeug, um es auf den Philippinen wieder flugfähig machen zu lassen. Iren Dornier setzt es in Welt-Rundflügen zur Unterstützung der UNICEF ein. Unter Berücksichtigung seiner neueren Erfahrungen mit dem Flugzeug legte Dornier ein neues Projekt für ein kleines Amphibium auf, das unter dem Namen S-Ray 007 am 14. Juli 2007 in Friedrichshafen seinen Erstflug hatte.
Die Do 24 ATT tourt seit Anfang 2006 durch Europa und ist während dieser Zeit am ehemaligen Dornier-Werksflugplatz Oberpfaffenhofen bei München stationiert. Am 20. Mai 2006 flog Iren Dornier von Berlin nach Köln und landete nach einem spektakulären Anflug an den Häusern und Kirchen des Rheinufers vorbei um 15 Uhr auf den Rhein in Köln und verließ mit dem damaligen Kölner Oberbürgermeister Fritz Schramma die Maschine über anfahrende Boote des Technischen Hilfswerks und der Berufsfeuerwehr Köln. Neben diversen anderen Events (Wilhelmshaven „Wochenende an der Jade“, Biscarrosse in Frankreich), Airshows (ILA, AirPower in Zeltweg, Hahnweide) und Filmaufnahmen (Peroni) war die Do 24 ATT im Juli 2009, wie auch die vergangenen drei Jahre zuvor, wieder die Hauptattraktion bei der Scalaria Air Challenge am österreichischen Wolfgangsee.
Nach einer fast zwei Jahre dauernden umfangreichen Revision der Do 24 ATT wurde im November 2011 eine deutsche vorläufige Verkehrszulassung durch das Luftfahrt-Bundesamt erteilt. Das Kennzeichen D-CIDO stand bereits fest. Für Mitte 2012 ist eine Zulassung in einer beschränkten Sonderklasse angestrebt, welche die Mitnahme von Passagieren erlaubt. Juli 2013 nahm Iren Dornier mit Do 24ATT wieder an der Scalaria teil.
Bei einer erneuten Teilnahme an der Scalaria im Juli 2015 wurde die Do 24 ATT bei einer Wasserung durch Treibholz beschädigt, konnte aber abgeschleppt und vertäut werden. Laut Flugingenieur Christian Doerk stand die Do kurz vor der regulären Verkehrszulassung.
Nach provisorischen Reparaturarbeiten und einer Überführung zunächst nach Salzburg und schließlich nach Friedrichshafen wurde die Do 24 ATT am 11. September 2021 von Iren Dornier an das dortige Dornier-Museum übergeben.

## Technische Daten

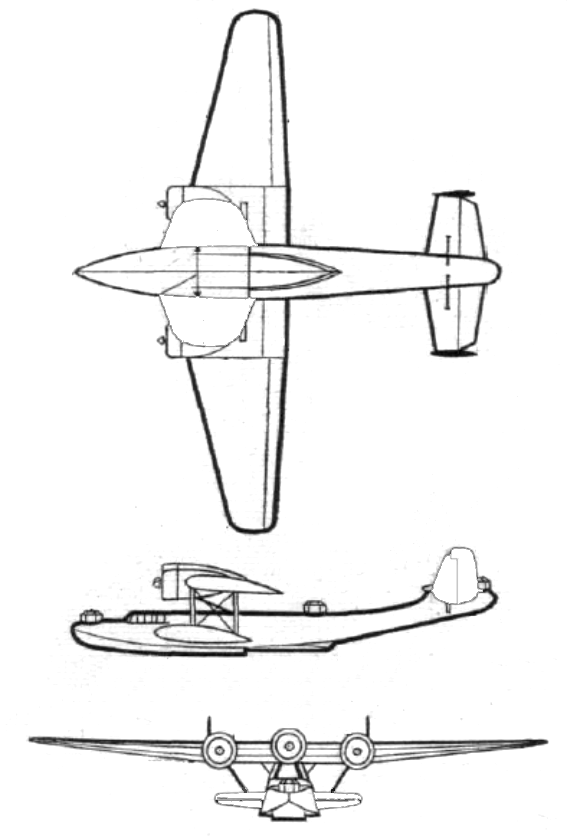
Dreiseitenansicht der Do 24

| Kenngröße             | Daten                                                                           | Daten (Dornier Do 24 ATT)                                             |
| Länge                 | 21,95 m                                                                         | 21,95 m                                                               |
| Spannweite            | 27,27 m                                                                         | 30,00 m                                                               |
| Höhe                  | 5,75 m                                                                          | 6,68 m (auf Rädern)                                                   |
| Flügelfläche          | 108 m²                                                                          | 100 m²                                                                |
| Flügelstreckung       | 6,9                                                                             | 9,0                                                                   |
| Leermasse             | 9.200 kg                                                                        | 10.070 kg                                                             |
| Startmasse            | 18.400 kg                                                                       | 14.000 kg (von Land) 12.000 kg (von Wasser)                           |
| Antrieb               | drei Sternmotoren Bramo-323-R-2, je 1.000 PS (735 kW)                           | drei Turboprops Pratt & Whitney Canada PT6A-45B, je 1.125 PS (827 kW) |
| Höchstgeschwindigkeit | 340 km/h in 3.000 m Höhe                                                        |                                                                       |
| Reisegeschwindigkeit  |                                                                                 | 343 km/h                                                              |
| Dienstgipfelhöhe      | 5.900 m                                                                         |                                                                       |
| Reichweite            | 2.900 km                                                                        |                                                                       |
| Bewaffnung            | je ein 7,92-mm-MG 15 in Bug und Heck, eine 20-mm-Kanone MG 151/20 im Rückenturm | –                                                                     |